# Alcoholic Faith Mission
Gli Alcoholic Faith Mission sono un gruppo musicale alternative rock/indie rock danese, formatosi a New York.

## Formazione
- Sune Sølund
- Thorben Seierø Jensen
- Kristine Permild
- Gustav Rasmussen
- Anders Hjort
- Morten Hyldahl

## Discografia

### Album in studio
- 2006 - Misery Loves Company'
- 2009 - 421 Wythe Avenue

### Album live
- 2010 - Let This Be The Last Night We Care

### EP
- 2011 - And The Running With Insanity EP